# Coupe des Pays-Bas de football 1961-1962
Navigation
Édition précédente Édition suivante
La Coupe des Pays-Bas de football 1961-1962, nommée la KNVB beker, est la 44e édition de la Coupe des Pays-Bas. La finale se joue le 20 juin 1962 au Sparta Stadion Het Kasteel à Rotterdam.
Le club vainqueur de la coupe est qualifié pour la Coupe des coupes 1962-1963.

## Finale
Le Sparta Rotterdam bat le DHC Delft (en), club de deuxième division, 1 à 0, après prolongation, et remporte son deuxième titre.